# Bernardo Fernandes da Silva
Bernardo Fernandes da Silva (São Paulo, 1965. április 20. –) brazil válogatott labdarúgó.

## Nemzeti válogatott
A brazil válogatottban 5 mérkőzést játszott.

## Statisztika
| Brazil válogatott | Brazil válogatott | Brazil válogatott |
| Időszak           | Mérk.             | gól               |
| ----------------- | ----------------- | ----------------- |
| 1989              | 5                 | 0                 |
| Összesen          | 5                 | 0                 |